# Peter Kalmus (klimatforskare)
Peter Kalmus, född 9 maj 1974, är en amerikansk klimatforskare och författare baserad i Altadena i Kalifornien. 
Kalmus är forskare vid Nasas Jet Propulsion Laboratory. Förutom sitt vetenskapliga arbete är han författare till boken, Being the Change: Live Well and Spark a Climate Revolution. Han skriver artiklar om klimatförändringar, grundade webbplatsen noflyclimatesci.org och har skapat appen Earth Hero: Climate Change.

## Forskning
Kalmus forskning fokuserar på molnfysik, specifikt på att förbättra grundläggande förståelse för marina stratocumulusmoln och kraftiga väderfenomen som tromber med målet att förbättra prognoser av hur dessa fenomen kommer förändras i och med den globala uppvärmningen. 
Han har skrivit över 100 referentgranskade vetenskapliga artiklar.

## Debatt
Kalmus är en känd vetenskapskommunikatör. Han twittrar som @ClimateHuman och är en av de mest följda klimatforskarna på Twitter. Han fokuserar särskilt på att uppmuntra vetenskapscommunityt att uttala sig med större brådska om behovet av bekämpa den globala uppvärmningen.
Kalmus är krönikör och regelbunden artikelförfattare i YES! magazine. Han har skrivit i bland annat The Guardian, Eos, The Washington Post och Grist.
Dokumentären Being the Change: A New Kind of Climate Documentary utgår från Kalmus bok Being the Change.
2021 liknade Kalmus sina egna erfarenheter av att jobba mot den globala uppvärmningen med huvudpersonernas upplevelser i komedin Don't Look Up.

## Utmärkelser
Kalmus har vunnit ett flertal priser både för sin vetenskap och sin aktivism. Han fick NASA Early Career Achievement Medal och tre Jet Propulsion Laboratory Voyager Awards för sitt arbete.
Hans bok, Being the Change: Live Well and Spark a Climate Revolution har vunnit IPPY Outstanding Book of the Year Award, Nautilus Book Award och Foreword Indies Book Award.